# Montenero (Sila)
Il Montenero (1.881 m s.l.m.), è la seconda vetta più alta dell'altopiano della Sila, dopo Botte Donato. Geograficamente è collocato nella Sila Grande e territorialmente fa parte del comune di San Giovanni in Fiore. Coperto da estese foreste di pini e faggi ricade interamente nel Parco Nazionale della Sila. Grazie al suo ricco e suggestivo patrimonio naturale, negli anni sono stati tracciati dei percorsi C.A.I.

## Posizione geografica

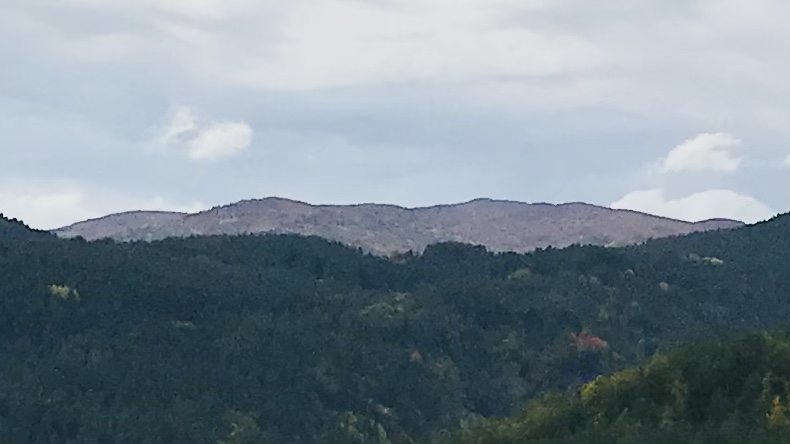

Il monte si trova a metà strada tra il lago Arvo e il lago Ampollino, due dei 4 laghi artificiali della Sila grande realizzati nella prima metà degli anni cinquanta del secolo scorso. Ai piedi del lato est del monte, è stato realizzato il villaggio Cagno, un villaggio rurale creato dall'ormai ex Opera Sila negli anni cinquanta, sotto la spinta della riforma agraria.

## Progetti disattesi
Montenero è stato oggetto negli ultimi 50 anni, di un feroce dibattito sviluppatosi fra gli amministratori dei vari enti che gestiscono il territorio, e gli ambientalisti. Tema del dibattito fu un ipotetico progetto che prevedeva la realizzazione di un impianto di risalita, e conseguenti piste da discesa. Tutto ciò andava però ad intaccare inesorabilmente l'habitat naturale della montagna. A questo convinto no da parte degli ambientalisti e di una parte della popolazione silana, si andava ad aggiungere un ammonimento amministrativo che anziché concentrare le attenzioni sui villaggi turistici esistenti, che nella fase di questo progetto, vivevano un periodo di forte crisi economica, magari migliorando ed aumentando le infrastrutture dei villaggi, preferivano intaccare una montagna naturale praticamente intatta.

### Il primo progetto
Il primo progetto sul Montenero risale agli anni sessanta, un progetto molto ambizioso, per non dire eccessivo nel suo complesso. Il progetto prevedeva di collegare la parte alta del comune di San Giovanni in Fiore, con la cima del monte, distante linea d'aria oltre 10 km. Naturalmente il progetto non riuscì mai a vedere la luce, ma ebbe il merito di generare un dibattito sullo sfruttamento della montagna silana, ed in particolare della seconda vetta dell'altipiano, un dibattito che in futuro verrà ripreso.

### Il secondo progetto
Il progetto del Montenero non venne mai accantonato definitivamente, ma fu oggetto di studio da parte di ingegneri e professionisti del genere, in modo da poter essere adattato e perfezionato. Si giunse ad individuare il tracciato ideale della funivia e il luogo dove realizzare le infrastrutture di servizio primarie. Il luogo ideale, fulcro e centro di tutto il progetto, sarebbe stato il villaggio di Cagno, un villaggio realizzato dall'OVS negli anni cinquanta e che fino agli inizi degli anni ottanta, era popolato da persone. Il progetto, però venne per anni accantonato, dimenticato in un cassetto, fino alla seconda metà degli anni novanta, quando, per merito della comunità montana Silana, il progetto venne ridiscusso, ripreso e riformalizzato secondo i canoni di quegli anni. Infatti, nel frattempo però, il villaggio di Cagno, era ormai un lontano ricordo del villaggio degli anni sessanta e settanta, completamente abbandonato e non più funzionale alle esigenze. Il progetto nel suo complesso, aveva quindi, anche l'intento di fruttare le strutture esistenti del villaggio, e ridarne vita. Il 2 settembre del 1998, il consiglio comunale di San Giovanni in Fiore, si esprime in maniera favorevole alla proposta progettuale avanzato ed approvato dalla comunità montana Silana. Naturalmente non fu un'approvazione unanime, anzi, fu molto dibattuta e contestata, anche perché, secondo le voci contrarie, il progetto andava a cozzare contro il costituendo Parco nazionale della Sila. Il finanziamento richiesto per il completamento degli impianti, ammontava a 11 miliardi di lire, comprendente la realizzazione di una seggiovia fino a Cagno e da una cabinovia da Cagno a Montenero. Nel 2002, si era giunti praticamente alla fase finale del progetto, che nel frattempo avevo avuto l'avallo favorevole anche del nuovo ente, il parco nazionale, che si affiancava ai benestare ottenuti dalla Soprintendenza alle belle arti della Regione Calabria, dal Ministero dell'ambiente, dal Corpo forestale dello Stato e dal Genio civile, e così poterono essere stanziati definitivamente i fondi ma c'era ancora un ultimo tassello da superare CIPE, un tassello così importante che decise definitivamente la storia della sciovia del Montenero.

### La bocciatura
Nello stupore generale dei mass media, della popolazione locale e degli enti, il progetto non fu più approvato poiché, essendo questo un riadattamento di un progetto vecchio, non prevedeva lo studio di impatto ambientale, studio oramai necessario per le grandi opere. A richiesta del completamento della documentazione del progetto, con l'integrazione della V.I.A, l'iter progettuale si bloccò, conscio che un'opera come la realizzazione di una cabinovia su una vetta integra all'interno del futuro Parco nazionale della Sila, non avrebbe mai passato l'esame approvativo.